# قطره‌های مشتری (به من بگو)
«قطره‌های مشتری» تک‌آهنگی از گروه موسیقی موسیقی راک ترین است که همچنین با نام «قطره‌های مشتری (به من بگو)» نیز شناخته می‌شود.
این تک‌آهنگ در چارت‌های، در رتبه اول و در چارت‌های، ایتالیا، استرالیا، فلاندرز، نیوزلند، جزو ده ترانه اول قرار گرفت.